# Prónai Csaba
Prónai Csaba (Budapest, 1966. április 13. –) kulturális antropológus, habilitált egyetemi docens, az  ELTE Társadalomtudományi Kar dékánja, a Kulturális Antropológia Tanszék oktatója. Kutatási területek: kulturális antropológia és cigánykutatás, a kulturális antropológia története, elmélet és módszer a kulturális antropológiában, film és interpretáció.

## Tanulmányai
Középiskolai tanulmányait a budapesti Fazekas Mihály Gimnáziumban végezte. Egyetemi tanulmányait az ELTE-BTK-n folytatta, itt szerzett diplomát történelemből (1992), kulturális antropológiából (1994), esztétikából és magyar nyelv és irodalomból (tanár) (1996), illetve részt vett történeti antropológia programban (1996) is. Tudományos fokozatát (PhD) szintén az ELTE-BTK-n szerezte meg szociológiából (2001). Disszertációjának címe A franciaországi kulturális antropológiai cigánykutatások története, témavezetője Kemény István volt.

## Munkássága

### Kutatási és oktatási területei
Kulturális antropológia és cigánykutatás, a kulturális antropológia története, elmélet és módszer a kulturális antropológiában, film és interpretáció. Nevéhez fűződik a romológia oktatás és kutatóprogram az ELTE Kulturális Antropológia tanszék keretein belül (1991-).

### Munkahelye
1996 óta oktat az Eötvös Loránd Tudományegyetemen (BTK, majd TáTK). 1996-2001 között egyetemi tanársegéd,  2001-2005 között egyetemi adjunktus, 2005-től egyetemi docens. 2000-2007 között a Magyar Tudományos Akadémia Nemzeti-etnikai Kisebbségkutató Intézetének tudományos munkatársa. 2010-ben és 2011-ben Szentendrén a Szabadtéri Néprajzi Múzeumban interpretátor és hagyományőr. 2012-2013-as tanévben a törökbálinti Bálint Márton Általános- és Középiskola magyar nyelv és irodalom szakos középiskolai tanáraként tevékenykedett. 2014-2015-ben az Izbégi Általános Iskolában Szentendrén dolgozott mint magyar nyelv és irodalom szakos általános iskolai tanár. 2015-től a szentendrei Szent András Katolikus Általános Iskola magyar nyelv és irodalom szakos általános iskolai tanára. Eközben az ELTE-TáTK oktatója, a Kulturális Antropológia Tanszék vezetője (2006-). A kulturális antropológia mesterképzés szakigazgatójaként és a nemzetközi ügyek dékánhelyetteseként is tevékenykedik a karon. Témavezető a PTE Oktatás és Társadalom Neveléstudományi Doktori Iskolában is.

### Kutatások
Munkáiban általában a magyarországi cigányok történeti és antropológiai vizsgálatának eredményeit mutatja be.
- 1997-2000 között „A cigánykutatás kulturális antropológiai paradigmája” (OTKA): témavezető
- 2001-2004 „Cigány kulturális antropológiai fogalomtár” (OTKA): témavezető
- 2003-2006 „Cigány és nem cigány kultúrák interetnikus kapcsolatai a KárpátMedencében” (OTKA): témavezető (2004-től, Boglár Lajos halála után)
- 2006-2009 „Cigányok és az oktatás kulturális antropológiai vetületei” (alprogram a Jedlik Ányos program B alprogram 2. témaköréhez „A ROMÁK ESÉLYEGYENLŐSÉGE MAGYARORSZÁGON (ROMA2006)” (Az önkormányzatiság, a pozitív diszkrimináció, és az oktatás szerepe a romák helyzetének javításában – elméleti és gyakorlati modellek) címen, Kállai Ernő vezetésével (témavezető: Prónai Csaba)[2]

A Romano Glaszo együttes tagja volt, felléptek a Ki mit tud?-on is.

### Kurzusai
- A kultúra arcai
- Antropológiai elméletek és módszerek
- Antropológiai szakkollégium
- Antropológiai terepmunka technikák
- Bevezetés a kulturális antropológiába
- Bevezetés a kulturális antropológia történetébe
- Kulturális antropológia
- Romológia
- Szakdolgozati szeminárium
- Szociálantropológia
- Terepmunka
- Contemporary Challenges for the Society
- Visual Anthropology

Részt vesz az alapképzés (kari), mesterképzés (kari, antropológia) és az ELTE Szociológia Doktori Iskola hallgatóinak oktatásában is. Előadásokat és szemináriumokat is tart. Több hallgató konzulense is volt. Témavezető a PTE Oktatás és Társadalom Neveléstudományi Doktori Iskolában is. Egy doktorandusz témavezetője.

### Ösztöndíjak
- Magyar Állami Eötvös Ösztöndíj (3 hónap, Németország, 1995/1996)
- Magyar Állami Eötvös Ösztöndíj (3 hónap, USA, 1996/1997)
- Collegium Budapest: Junior Fellowship (3 hónap, 1998)
- Fulbright Kutató Ösztöndíj (3 hónap, USA, 1998)
- Bolyai Ösztöndíj (1998/99-2000/2001)[2]

### Díjak
- Ki miben tudós? (történelem), IV. helyezés (1984)
- Fazekas Mihály Érdemérem, ezüst fokozat (1985)
- Ki mit tud? (folklór), arany fokozat (1993) /a Romano Glaszo együttes tagjaként/[6][7]
- XXI. OTDK Társ.tud.-i Szekció (szociálpszichológia), I. helyezés (1993)
- XXI. OTDK Társ.tud.-i Szekció (szociológia), különdíj (1993)
- Erdei Ferenc-díj (Magyar Szociológiai Társaság, 1998)
- Kemény István-díj (2010)[2][3]

### Tudományos szakmai testületi tagság
- Gypsy Lore Society (1994-2008)
- Magyar Szociológiai Társaság (1995-2008)
- American Anthropological Association (1996-2008)
- Magyar Kulturális Antropológiai Társaság (1996-2008)
- Royal Anthropological Institute of Great Britain and Ireland (2002-2008)[2]

### További tudományos tevékenységek
1995-től részvétel hazai és nemzetközi konferenciákon (Budapest, Miskolc, Pécs, Leiden, Kaposvár, New York, London, Boston, Firenze, Prága, Koppenhága, New Castle upon Tyne, Bécs, Barcelona, Athén).

### Publikációk
A magyar nyelv mellett angol, francia, görög és cseh nyelven jelentek meg publikációi.

### Művei
- Cigánykutatás és kulturális antropológia. Rövid vázlat; ELTE BTK–CSVM Tanítóképző Főiskola, Bp.–Kaposvár, 1995 (Kulturális antropológiai cigánytanulmányok)
- Nyugat-Európa. Válogatás Bernard Formoso, Patrick Williams, Leonardo Piasere tanulmányaiból; szerk. Prónai Csaba; Új Mandátum, Bp., 2000 (Cigányok Európában)
- Olaszország. Válogatás Jane Dick Zatta, Leonardo Piasere, Francesca Manna, Elisabeth Tauber, Paola Trevisan tanulmányaiból; szerk. Prónai Csaba; Új Mandátum, Bp., 2002 (Cigányok Európában)
- Ethnic identities in dynamic perspective. Proceedings of the 2002 annual meeting of the Gypsy Lore Society; szerk. Sheila Salo, Prónai Csaba; Gondolat–Roma Research Group Ethnic and National Minority Studies Institute HAS, Bp., 2003
- Lokális cigány közösségek Gömörben. Identitásváltozatok marginalitásban; szerk. Prónai Csaba; MTA Etnikai-nemzeti Kisebbségkutató Intézet, Bp., 2005 (Kisebbségi léthelyzetek – interetnikus viszonyok)
- Cigány világok Európában; szerk. Prónai Csaba; Nyitott Könyvműhely, Bp., 2006 (Kulturális antropológia)
- Kultúrák között. Hommage à Boglár Lajos; A. Gergely András, Papp Richárd, Prónai Csaba; Nyitott Könyvműhely, Bp., 2006 (Kulturális antropológia)

### "Személyi kultusza"
Az ELTE Társadalomtudományi Kar egyik legnépszerűbb oktatója. Tiszteletére Facebook rajongói oldalt hoztak létre.